# Альтах (футбольний клуб)
«Альтах» (нім. Sportclub Rheindorf Altach) — австрійський футбольний клуб з міста Альтах, виступаючий в австрійській Бундеслізі. Клуб заснований 26 грудня 1929 року під іменем «Тернебранд Альтах». Сучасну назву клуб носить з 1949 року. Домашні матчі команда проводить на стадіоні Шнабельгольц загальною місткістю 8 900 глядачів. В Бундесліга (Австрія) клуб провів 3 сезони з 2006 по 2009 рік, і повернувся в 2014. Найкращий результат — 3 місце в сезоні 2014-15.

## Колишні назви клубу
- 1929—1946 «Тернебранд Альтах»
- 1946—1949 «СВ Альтах»
- 1949 — «СК Райндорф Альтах»

## Досягнення
Переможець першої ліги (2): 2005-06, 2013-14